# Скопинский сельсовет
Скопинский сельсовет — упразднённые административно-территориальная единица и муниципальное образование (сельское поселение) в Белозерском районе Курганской области Российской Федерации.
Административный центр — село Скопино.
9 января 2022 года сельсовет был упразднён в связи с преобразованием муниципального района в муниципальный округ.

## История
Статус и границы сельского поселения установлены Законом Курганской области от 15 октября 2004 года № 551 «Об установлении границ муниципального образования Белозерского района»

## Население
| 1926 | 1989 | 2002 | 2004 | 2010 | 2012 | 2013 |
| ---- | ---- | ---- | ---- | ---- | ---- | ---- |
| 1515 | ↘498 | ↘468 | ↗497 | ↘349 | ↘332 | ↘309 |
| 2014 | 2015 | 2016 | 2017 | 2018 | 2019 | 2020 |
| ↘300 | ↘298 | ↘289 | ↗292 | ↘285 | ↘279 | ↘274 |

## Состав сельского поселения
| № | Населённый пункт | Тип населённого пункта       | Население |
| - | ---------------- | ---------------------------- | --------- |
| 1 | Скопино          | село, административный центр | ↘285      |